# Juan Federico de Este
Juan Federico de Este (Gianfederico; Palacio Ducal, Módena, 1 de septiembre de 1700-Viena, 24 de abril de 1727) fue un príncipe de Módena y Reggio por nacimiento.

## Biografía
El príncipe Juan Federico nació el 1 de septiembre de 1700 en el Palacio Ducal de Módena, como el cuarto hijo del duque Reinaldo III de Este y Carlota de Brunswick-Luneburgo. Fue bautizado con los nombres de Juan Federico en honor a su abuelo materno, el duque Juan Federico de Brunswick-Luneburgo. Su madre murió en 1710 tras el parto de su última hija, dejando huérfanos a cinco niños pequeños. Creció en el Palacio Ducal de Módena en compañía de sus hermanos Benedicta, Francisco, Amalia y Enriqueta.
En 1723, su retrato al pastel, así como también el de sus hermanos, fue pintado por Rosalba Carriera durante la estancia de la artista en Módena a petición del duque Reinaldo. Sin embargo, su retrato se encuentra perdido.
Juan Federico nunca se casó ni tuvo hijos. Murió el 24 de abril de 1727 en Viena, Austria, a la edad de tan solo veintiséis años. Fue sepultado en la Iglesia de San Vincenzo, Módena; sus padres y la mayoría de sus hermanos también se encuentran sepultados allí.